# Абрамова, Татьяна Альбертовна
Татья́на Альбе́ртовна Абра́мова (род. 5 февраля 1975, Тюмень) — российская актриса театра и кино, певица и телеведущая.

## Биография
Татьяна Абрамова родилась 5 февраля 1975 года в городе Тюмени, сразу после рождения переехала в Нижневартовск. Спустя несколько лет семья Абрамовых вернулась в Тюмень, где Татьяна окончила детскую музыкальную школу.
После школы она отправилась учиться в Москву, но неожиданно заехала в Санкт-Петербург, где и осталась. В 1992 году она дебютировала как актриса в Санкт-Петербургском театре «Суббота», где играла вплоть до 1996 года. Здесь её заметил ассистент по актёрам фильма «Охота», за главную роль в котором Абрамова удостоилась премии за лучший кинодебют на кинофестивалях в Канаде (1994) и Риге (1995).
В качестве певицы Татьяна Абрамова дебютировала в 1992 году, приняв участие в эстрадном конкурсе «Утренняя звезда». Спустя два года она записала свой дебютный сольный альбом «Письмо». В том же году она приняла участие в конкурсе «Ялта-Москва-транзит», где получила вторую премию, приз зрительских симпатий радиостанции «Европа Плюс» и личную премию Аллы Пугачёвой. Позднее она выступила на фестивале «Славянский базар» и конкурсе молодых исполнителей «Под крышами Санкт-Петербурга». Также она была ведущей телепрограмм «Музыкальный экзамен» и «Шарман-шоу» на телеканале РТР.
В 1996 году окончила Санкт-Петербургский гуманитарный университет профсоюзов по специальности «актёр и режиссёр драматического театра».
В 1996 году выступила на фестивале «Песня года».

## Личная жизнь
- Была замужем за фотографом и оператором Сергеем Кулишенко, есть двое детей — Иван (род. 1 июня 2004) и Александр (род. 2008).
- В мае 2014 года вышла замуж за актёра Юрия Беляева, с которым познакомилась в 2013 году на кинофестивале «Киношок» в Анапе[4].

## Творчество

### Театр
- «Не будите спящую собаку» (по пьесе Дж. Б. Пристли «Опасный поворот») — Олуэн Пиил (реж. — О. Шведова)

### Фильмография

#### Роли в фильмах
- 1994 — Охота (первая роль в кино)
- 2006 — Классные игры — Жанна (телефильм)
- 2007 — Любимый по найму — Нина (телефильм)
- 2007 — Моя мама — Снегурочка (Украина, Россия) — Карина
- 2008 — Уравнение со всеми известными — Ольга
- 2011 — Поцелуй сквозь стену — Роза Георгиновна, секретарша Пилсудского

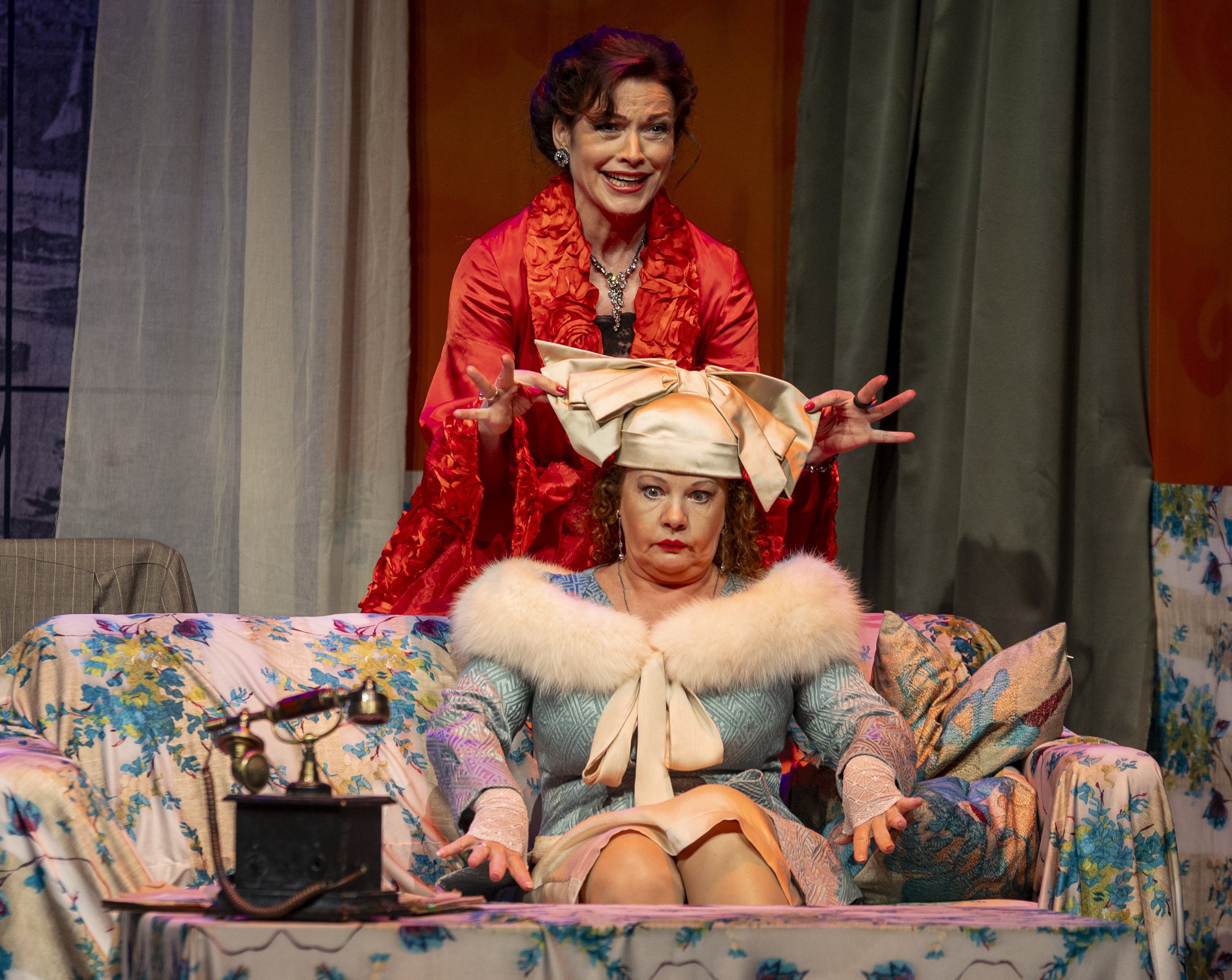
Татьяна Абрамова и Алёна Хмельницкая в постановке «Идеальная жена»

#### Роли в телесериалах
- 2000 — Ростов-папа — Сюзанна (серии «Сынок», «Вавилон»)
- 2001 — Марш Турецкого 2 — наркоманка (сезон 2, серия «Цена жизни — смерть»)
- 2002 — Две судьбы (эпизод)
- 2002 — Жизнь продолжается — Людмила
- 2002 — Королева красоты, или Очень трудное детство (эпизод)
- 2002 — Приключения мага — Люба, секретарша мага Екатерины
- 2002 — Тайна Лебединого озера — Татьяна Степановна
- 2003 — Всегда говори «всегда» — Надя Кудряшова
- 2003 — Кавалеры морской звезды — Светлана Бичуцкая
- 2003 — Козлёнок в молоке — Надюха
- 2003 — Пятый ангел — Марина
- 2003 — Танцор — «Дюймовочка»
- 2004 — Всегда говори «всегда»-2 — Надежда Кудряшова
- 2004 — Иванов и Рабинович — Клавка Иванова
- 2005 — Лебединый рай — Эмма
- 2005 — Свой человек — Варя
- 2006 — В ритме танго — Ирина
- 2006 — Всегда говори «всегда»-3 — Надежда Грозовская
- 2006 — Жена Сталина — Анна Аллилуева
- 2006 — Иван Подушкин. Джентльмен сыска — Люси
- 2006 — Русский перевод — секретарша Марина Рыжова
- 2007 — Всегда говори «всегда»-4 — Надежда Грозовская
- 2007 — Вся такая внезапная — Ева Красовская, подруга и коллега Саши
- 2006 — Иван Подушкин. Джентльмен сыска-2 — Люси
- 2007 — Личная жизнь доктора Селивановой — Любовь Васильевна Ковальсон (серия «Всё и понемногу»)
- 2007 — Срочно в номер — Нонна
- 2007 — Убить змея — Галина
- 2009 — Всегда говори «всегда»-5 — Надежда Грозовская
- 2010 — Всегда говори «всегда»-6 — Надежда Грозовская
- 2010 — Гаражи — Кира (серия «Несчастливый номер»)
- 2010 — Последний секрет Мастера — Варвара Караваева
- 2011 — Всегда говори «всегда»-7 — Надежда Грозовская
- 2012 — Всегда говори «всегда»-8 — Надежда Грозовская
- 2012 — Всегда говори «всегда»-9 — Надежда Грозовская
- 2013 — Умельцы — Елена Клюева
- 2014 — Алхимик. Эликсир Фауста — Валентина
- 2019 — Экспроприатор — Люся Самарина, подруга Елены

#### Видеоклипы
- 1998 — Сергей Рогожин — Целуй